# Orphulella losamatensis
Orphulella losamatensis är en insektsart som beskrevs av Andrew Nelson Caudell 1909. Orphulella losamatensis ingår i släktet Orphulella och familjen gräshoppor. Inga underarter finns listade i Catalogue of Life.